# Abbazia di Casanova

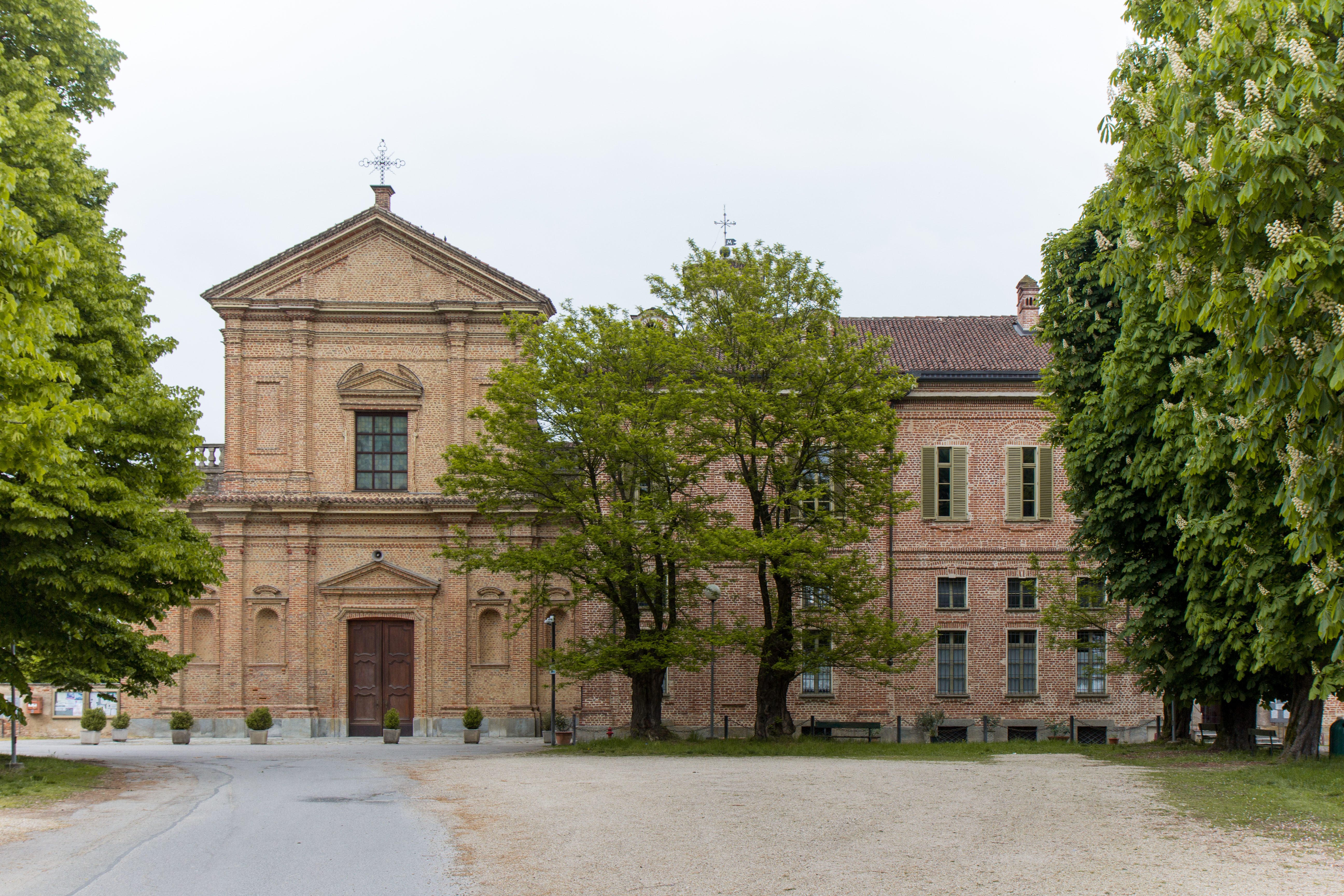
Abadía de Casanova en Carmagnola

La abadía de Casanova de Carmagnola es un pequeño complejo abbaziale en las campañas de Carmagnola, en fracción homónima, a sud de Turín, en Piemonte, a lo largo de la ex calle estatal 393 de Villastellone.

## Historia

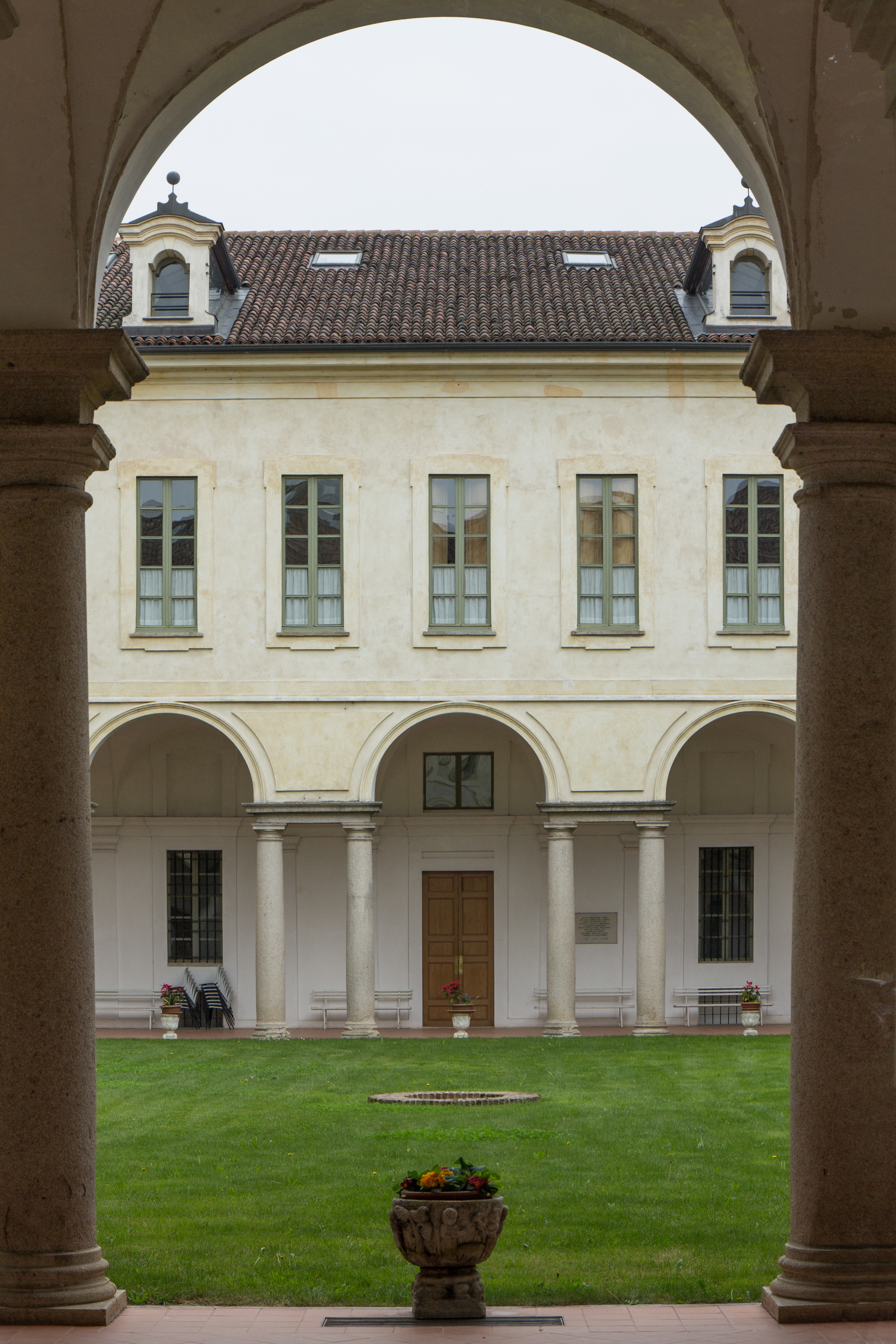
La entrada de la Abadía

La antigua y originaria (hoy prácticamente inesistente) construcción religiosa remontaba al XII siglo, obra querida de la orden monacale cistercense, gracias al cuál se desarrolló extensamente refinado al XVI siglo, cuando luego estuvo cedido a los abades de los cortos sabaude. En el siglo subsiguiente sufrió luego varíe saccheggi, tan de inducir papa Pio VI a declassarlo a monasterio.
La fachada actúalas de la iglesia principal posee todavía de los rastros arquitectónicos del 1666, en cambio fue rifatta completamente alguna década después de, es decir a principios del XVIII siglo, en estilo tardo barroco piemontese, con ladrillos a vista, de la arquitecta Francesco Gallo, mientras lo demás del monasterio entero y el claustro fue rifatto, a seguido de un incendio, sobre dibujos de Giovanni Tommaso Prunotto, un alumno de Filippo Juvarra, hacia la mitad del mismo siglo.

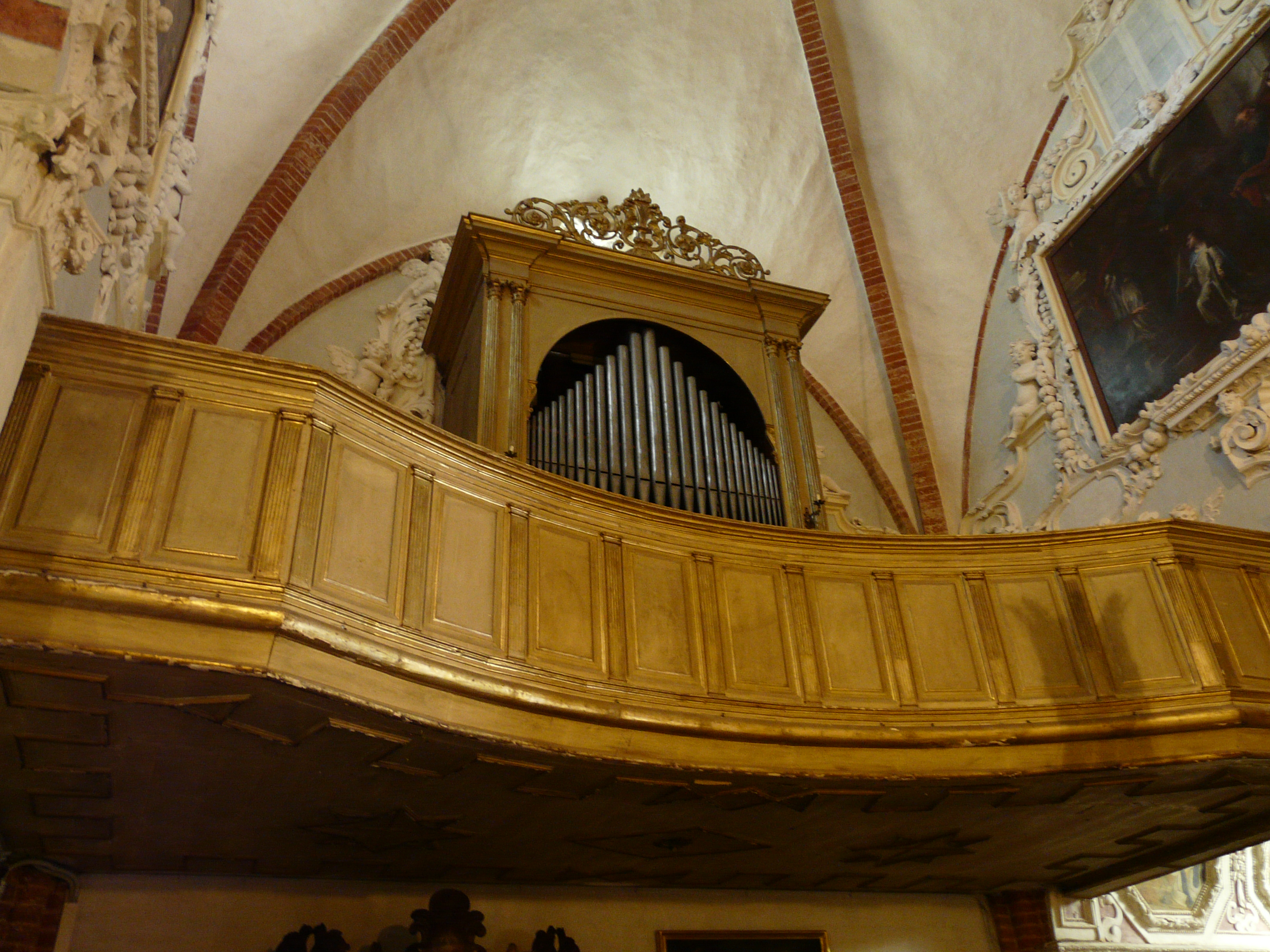
El órgano

El campanario actúalas es del 1825, que sustituye el precedente y, a su vez, la torre#-linterna originaria.
Del XVIII siglo, la abadía estuvo utilizada como residencia sabauda, bajo el patronato de Vittorio Amedeo III de Savoia, así pues de Vittorio Emanuele I. Actualmente, las áreas del monasterio son en gestión a casa de Espiritualidad del Cenacolo Eucaristico de la Trasfigurazione.

## Otros proyectos
- Datos: Q1775109
- Multimedia: Santa Maria di Casanova (Carmagnola) / Q1775109